# Entraînement à vitesse constante
 (août 2019).
Pour les articles homonymes, voir CSD.
L’entraînement à vitesse constante (en anglais Constant speed drive ou CSD) est un type de transmission qui est capable de fournir une rotation constante à partir d'une vitesse de rotation très variable de son arbre d'entrée. Utiles pour les dispositifs nécessitant une vitesse constante comme les générateurs électriques, les CSD font partie des équipements entraînés par les réacteurs d'avions. Sur les avions modernes, CSD et générateur forment un IDG, integrated drive generator (en),.

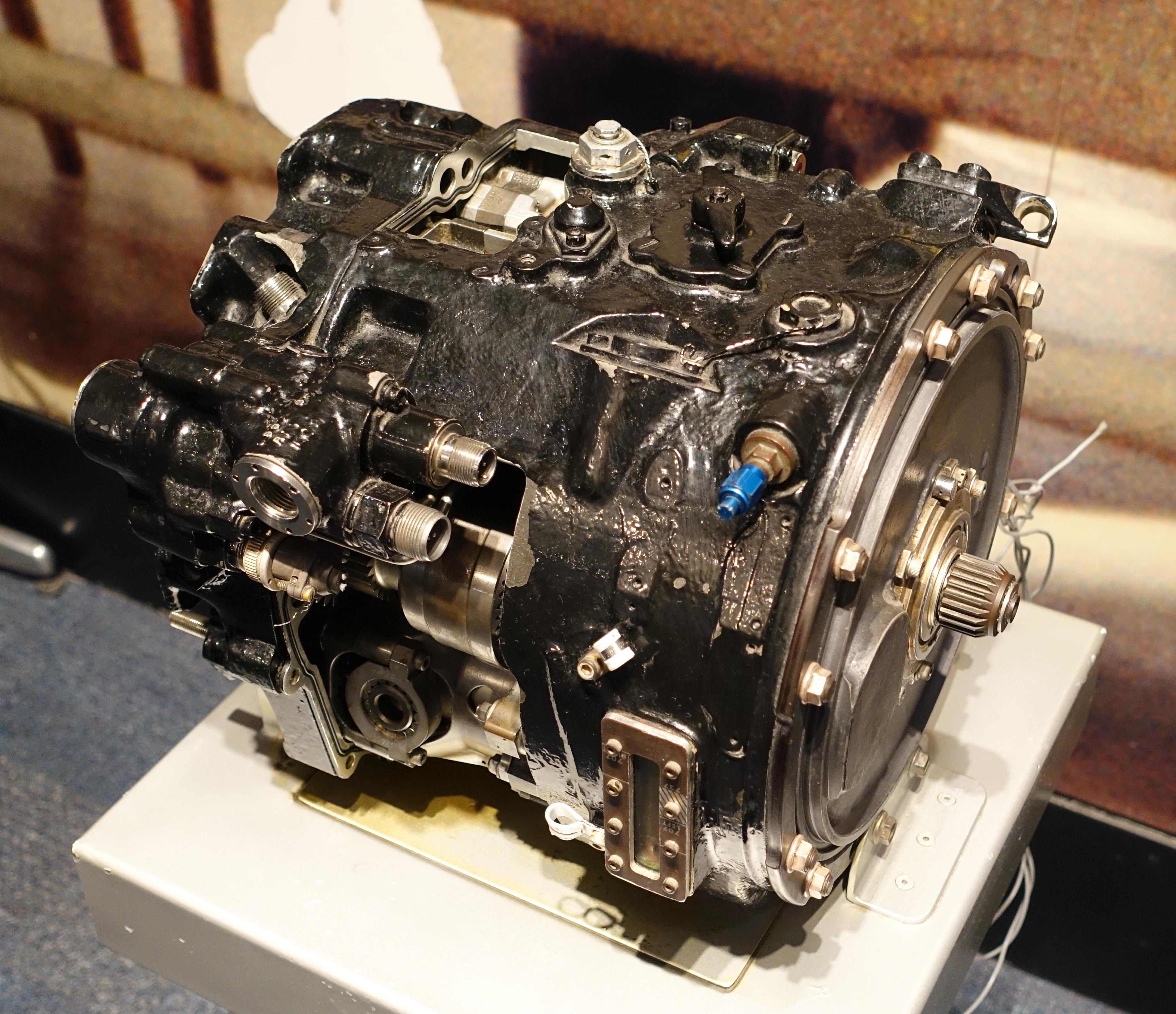
Entraînement à vitesse constante d'un Boeing 727 (Musée des sciences et de l'industrie de Chicago).

## Fonctionnement
Un moteur d'avion étant soumis aux besoins du vol ne garde jamais la même vitesse de rotation, la génératrice entrainée par celui devant pourtant garder une fréquence fixe. Par exemple, un moteur en configuration « décollage » tournera plus vite qu'un moteur en configuration « palier » ou « atterrissage ».
Le CSD permet, à partir de cette fréquence de rotation variable, d'assurer un nombre de tours stable pour obtenir une fréquence électrique constante (400 Hz).

## Description
Le CSD est composé d'un train épicycloïdal jouant le rôle d'un différentiel reliant l'arbre d'entrée et l'alternateur ainsi que d'une pompe hydraulique reliée à un moteur sur une couronne.
L'arbre d'entrée correspond à la vitesse de rotation du moteur en sortie. Elle est donc, comme indiqué plus haut, variable.
La pompe hydraulique est alimentée par le réacteur. Le fluide sous pression après passage dans celle-ci vient alimenter, par le biais d'un cylindre de commande, le moteur qui s'engrène sur la couronne.
La pompe est régulée par un régulateur à masselottes qui prend la fréquence de rotation en sortie du train épicycloïdal, permettant ainsi d'assurer un nombre de tours constant.
Trois possibilités se profilent selon la vitesse d'entrée et celle de sortie :
1. ω entrée = ω sortie. Le barillet de la pompe est  vertical, le régulateur n'induit pas de changement, le débit n'est pas augmenté, il n'y a donc pas de changement au niveau du train épicycloïdal.
2. ω entrée < ω sortie. Les masselottes du régulateur sont proches de l'axe entre elles, empêchant le ressort de se comprimer et le fluide de passer. Ce dernier se dirige donc vers un avertisseur de sous-vitesse. Le barillet de la pompe va donc se déplacer d'un angle α envoyant un certain débit permettant de faire tourner le moteur dans un sens, ce qui permettra d'augmenter la fréquence de sortie.
3. ω entrée > ω sortie. Les masselottes du régulateur sont éloignées entre elles, permettant au ressort de se comprimer, laissant ainsi le fluide passer vers le cylindre de commande. Le barillet de la pompe se déplace d'un angle -α envoyant un certain débit permettant de faire tourner le moteur dans le sens inverse du deuxième cas, ce qui permettra de diminuer la fréquence de sortie.

## Sources
- Documentation B707[source insuffisante]
- Support de cours BTS MEMA[source insuffisante]